# Jean-Baptiste Alix
Pour les articles homonymes, voir Alix et Allix.
Jean-Baptiste Alix (24 janvier 1768 à Neuville-sur-Saône,, - 25 septembre 1848 à Oullins) est un militaire français des XVIIIe et XIXe siècles.

## Biographie
En 1783, Alix, figurait comme enrôlé volontaire dans le 1er régiment de cavalerie. Ce n'était pas l'époque de l'avancement, moins encore pour les enfants du peuple que pour tous autres : lorsque, le 1er juillet 1792, Alix reçut les galons de brigadier-fourrier, il avait près de neuf années de service. 
Son avancement, dès lors, devint plus rapide : les événements donnaient au mérite l'occasion de se produire. Alix fit la campagne de 1792 à l'armée du Nord.
Maréchal-des-logis le 1er juin, et sous-lieutenant le 16 septembre de l'année suivante, il se distingua particulièrement à l'affaire du mont Castel : le 28 floréal an II (17 mai 1794), à la tête de 10 cavaliers de son régiment, il chargea des bataillons entiers, enleva une pièce de canon et fit 200 Anglais prisonniers.
Cinq jours après, le 3 prairial, au combat de Lers, il se précipita dans la mêlée ; ayant eu son sabre brisé en se défendant contre un groupe nombreux d'Autrichiens, il se replia sur les avant-postes, et, armé d'un autre sabre, il retourna au combat, suivi seulement de 2 cavaliers. À peine eut-il fait quelques pas qu'il fut assailli par le feu nourri d'un peloton ennemi embusqué derrière un taillis ; sans hésiter, le brave Alix s'élance sur cette troupe en criant : « Escadron ! en avant ! » Il tue 3 hommes de sa main et a son cheval blessé d'un coup de baïonnette. Épouvanté d'une attaque aussi brusque qu'imprévue, l'officier autrichien qui commande le peloton perd la tête, s'approche d'Alix, et le supplie en français d'épargner ses soldats, à qui il ordonne en même temps de mettre bas les armes. 53 prisonniers furent le prix de ce trait d'audace. Les Autrichiens, surpris de voir que le prétendu escadron ne se composait que de deux cavaliers, en manifestèrent leur étonnement ; mais le brave Alix, ayant su leur imposer par sa contenance ferme et assurée, parvint à les faire marcher devant lui : « Il faut avouer, répétait à chaque instant l'officier autrichien, que vous m'avez fait une belle peur ! »
Il passa, en l'an III, à l'armée de l'Ouest, et y soutint la brillante réputation qu'il s'était déjà acquise. Les glorieuses campagnes d'Italie, de l'an IV à l'an IX, fournirent plus d'une fois à ce brave officier l'occasion de se signaler. À Porto-Bufole, chargé par le général Beaumont d'aller en reconnaissance à Motta, avec un détachement de 12 hommes du 1er de cavalerie, il y trouva un parti considérable de hussards autrichiens, qui avec des forces supérieures occupait une position avantageuse, le chassa de la ville et lui enleva 11 hommes montés, qu'il ramena prisonniers au général Sérurier.
Nommé capitaine, le 18 nivôse an V, par le général en chef Bonaparte, il fit des prodiges de valeur, le 26 ventôse suivant, à la bataille du Tagliamento : après avoir pris part à deux charges des plus brillantes, il aperçut 2 hussards autrichiens qui allaient sabrer un dragon du 15e régiment, qui, démonté et blessé, avait été renversé dans un fossé ; Alix quitte sa compagnie, s'élance au galop sur les 2 hussards, les renverse, et rend le dragon à la vie et à la liberté.
Promu au grade de chef d'escadron dans le 2e régiment de cavalerie (devenu 2e de cuirassiers), le 1er pluviôse an VIII, il commandait le régiment à la bataille de Marengo, pendant laquelle il fit preuve d'habileté et de courage : seul et au fort de la mêlée, il s'était élancé, avec la plus grande bravoure, au milieu des bataillons ennemis, où il avait enlevé un drapeau. Le premier Consul lui décerna un sabre d'honneur, le 4 messidor an VIII, en récompense de sa brillante conduite. Légionnaire de droit, le 1er vendémiaire an XII, il devint officier de l'Ordre, le 25 prairial an XII.
En l'an IX, le chef d'escadron Alix commanda avec distinction le régiment. Il fit encore les campagnes d'Autriche (1805), de Prusse (1806), de Pologne (1807) et d'Allemagne (1809), avec la Grande Armée.
Admis à la retraite, le 12 octobre 1808, il fut placé dans la 7e cohorte de la Légion d'honneur. Retiré dans ses foyers, le commandant Alix s'y concilia l'estime et la vénération de ses concitoyens, et fut même élu une fois maire de sa commune d'Oullins.
Cependant, il ne put échapper entièrement la terreur blanche de 1815. Les fanatiques du département du Rhône signalèrent le vieux soldat comme conspirateur, et il perdit, pour quelque temps, sa liberté.
Rendu enfin aux larmes de sa famille, il vécut loin du bruit et des affaires publiques, s'occupant de travaux d'agriculture et de l'éducation de ses enfants.
Alix fut longtemps cité comme un des plus intrépides officiers de l'arme dans laquelle il servait.

## Titres
- Chevalier Alix et de l'Empire (lettres patentes du 14 juin 1810) ;
- Donataire en Westphalie (19 mars 1808).

## Décorations
- Légion d'honneur :
  - Légionnaire de droit (1er vendémiaire an XII), puis,
  - Officier de la Légion d'honneur (25 prairial an XII).

## Armoiries
| Figure | Blasonnement |
|        | Armes du chevalier Alix et de l'Empire Parti : au 1er d'argent au guidon d'azur chargé d'un vol ouvert d'or ; au 2e d'azur à une main d'or mouvant du flanc senestre et armée d'un sabre d'argent ; à la champagne de gueules chargée du signe des chevaliers légionnaires. |